# John Amery
John Amery (n. 14 martie 1912, Greater London, Anglia, Regatul Unit al Marii Britanii și Irlandei – d. 19 decembrie 1945, Greater London, Anglia, Regatul Unit) a fost un fascist britanic. În timpul celui de al doilea război mondial a colaborat cu naziștii germani contra țării lui, din care făcea parte și tatăl lui, Leopold Amery. La 28 noiembrie 1945 a fost condamnat la moarte, prin spânzurare.